# Raketa

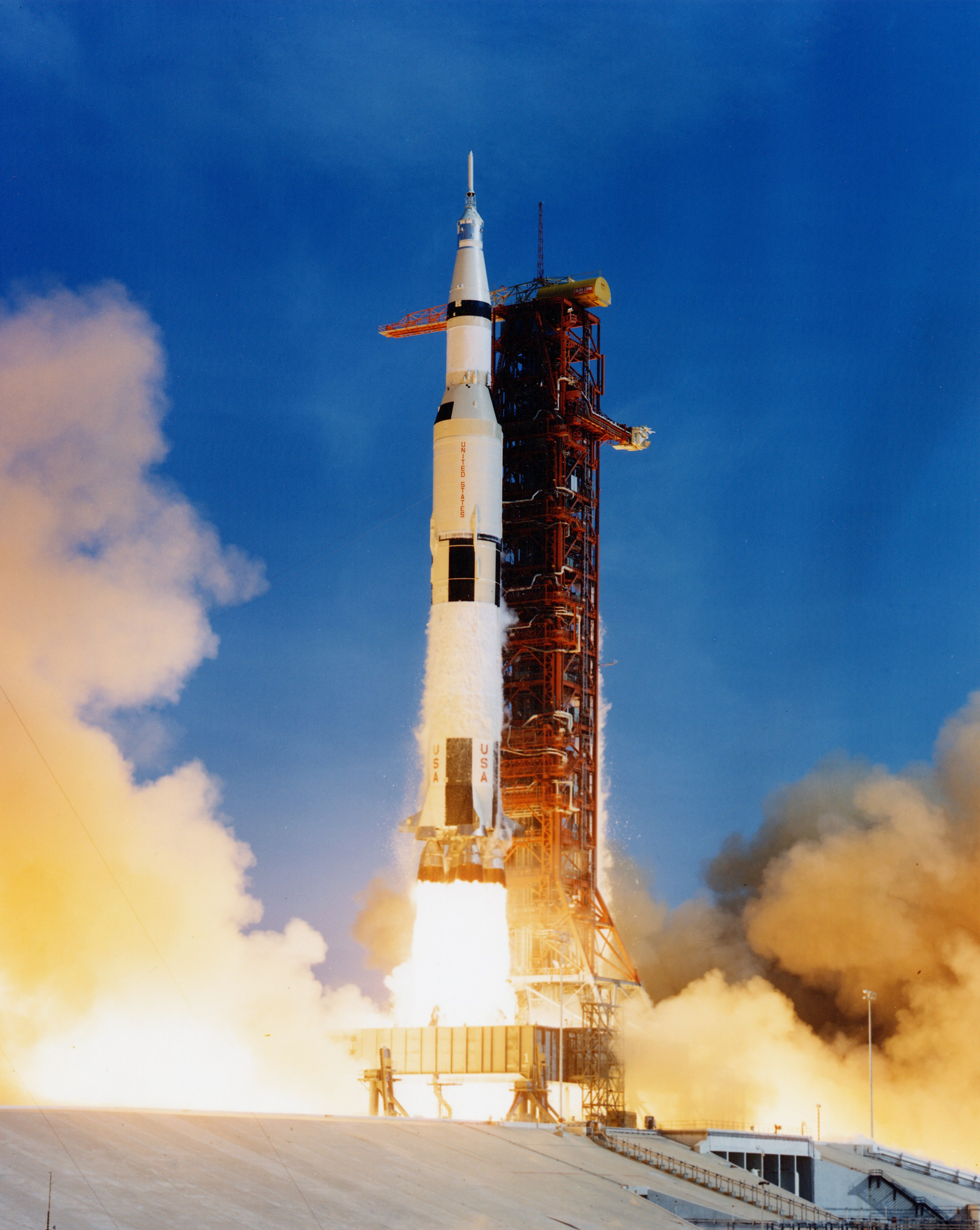
Saturn V, raketa používaná v programu Apollo

Raketa je létající stroj, který se pohybuje pouze na principu akce a reakce. Je poháněna raketovým motorem. Rakety různých typů se využívají především v kosmickém výzkumu a vojenství, ale i pro zábavu (ohňostroj).

## Historie

### Počátky
Historie raket začala v Číně, kde vynález střelného prachu někdy v prvním tisíciletí našeho letopočtu umožnil vznik prvních raket. Rakety se tam používaly jednak jako zbraň (jakási kopí poháněná raketovým motorem) i k ohňostrojům. Doloženo je vyobrazení "ohnivých šípů" ve spisu z roku 1045, který ale shrnuje starší práce. V roce 1232 při obléhání Pekingu Mongoly se podle některých historiků město bránilo nasazením výkonných vojenských raket. Číňané v té době také vyvinuli první raketomety pro střelbu salvami.
Od Číňanů si znalost raket osvojili Mongolové, kteří je použili při pokusu dobýt Japonsko, i při dalších výbojích ve 13. století. Do Evropy se znalost raket dostala přes Araby, kteří je použili při bojích s křižáky. První zmínky se objevily už ve 13. století, ve 14. století byly rakety už používány i evropskými armádami. Ve druhé polovině 14. století byly vojenské rakety rychle vytlačeny dělostřelectvem, a nadále se po několik staletí používaly až na výjimky jen pro ohňostroje.
Renesance raket pro válečné účely začala v Indii. V roce 1792 použil rakety ve velkém měřítku Sultán Fateh Alí Tipú (tehdejší vládce v jižní Indii) proti britským jednotkám. To podnítilo zájem britské armády o tuto zbraň a rakety byly dále zdokonalovány. Významné bylo například použití raket, vypouštěných Brity ze speciálně upravených raketometných lodí při obléhání Kodaně v roce 1807 nebo v bitvě o Baltimore v roce 1812. V obou případech byly použity tisíce zápalných raket. Odezvu má toto použití raket ve slovech hymny USA. Rakety byly použity i v bitvě u Waterloo.

### 20. století
Na začátku 20. století se objevilo několik osobností, které se začaly věnovat výzkumu raketové techniky na vědecké bázi.
Další výrazný rozvoj raket především pro kosmické lety je spojován především se jmény Konstantin Eduardovič Ciolkovskij, Robert Hutchings Goddard a Hermann Julius Oberth. Tito tři vědci jsou považováni za zakladatele teoretické kosmonautiky. Své výzkumy začali před 1. světovou válkou a pokračovali v meziválečném období. Důležitý byl především vývoj teorie i praxe raket s kapalným palivem, které umožňuje mnohem vyšší výkony, než tuhá paliva.
V 1. světové válce byly ještě stále používány jen rakety s tuhým palivem – především jako zbraň proti balónům a vzducholodím.
V meziválečném období pak probíhal další výzkum a ověřování techniky raket na kapalné pohonné hmoty. Probíhal též vývoj prakticky použitelných výkonných vojenských raket.

### Druhá světová válka
Většího rozmachu dosáhly rakety, zejména rakety s motorem na tuhá paliva za druhé světové války. Známé jsou například sovětské raketomety BM 13-16 Kaťuša, přezdívané „Stalinovy varhany“. Pod stejným názvem se skrývá řada typů raket, lišících se dostřelem, velikostí bojové hlavice i počtem stupňů (existovaly dvoustupňové Kaťuše se značným dostřelem). Podobné zbraně byly i v ostatních armádách. V Německé armádě to byly mimo jiné rakety Orkan. V Německu byla také zkonstruována raketa V-2, první sériově vyráběná raketa s kapalinovým motorem, která do značné míry předběhla svou dobu.
V poválečné době vycházela většina raket na kapalná paliva ideově z rakety V2. Na sklonku války se jak Sovětský svaz, tak Spojené státy snažily získat tyto rakety i jejich konstruktéry. Úspěšnější v tomto soupeření byly Spojené státy americké, kterým se podařilo zajmout řadu klíčových konstruktérů v čele s Wernherem von Braunem spolu s větším množstvím (asi 100 ks) raket V2. Sověti nezůstali příliš pozadu a ukořistili také několik raket a část německých vědců.

### Éra kosmonautiky
Následně spolu obě mocnosti soupeřily jednak v konstrukci raket pro vojenské účely i pro účely kosmonautiky. Výsledkem je řada vojenských raket od raket ráže kolem 50 mm po několikastupňové mezikontinentální balistické střely a také řada nosných raket pro vynášení družic pro vojenské i nevojenské účely. Dalším efektem byly pilotované lety nejenom kolem naší planety ale i na Měsíc a řada meziplanetárních sond, z nichž některé již opustily sluneční soustavu. Rakety vyvinuté pro tyto účely byly zpravidla daleko silnější, než původní vyvíjené pro ryze vojenské účely.
Krom klasických raket vývoj směřoval i k vícenásobně použitelných prostředkům, z nichž je známá flotila amerických raketoplánů Space Shuttle. V jejich stínu stojí sovětský raketoplán Buran, který se dočkal jen jednoho ověřovacího letu.